# Президент Республіки Сербської

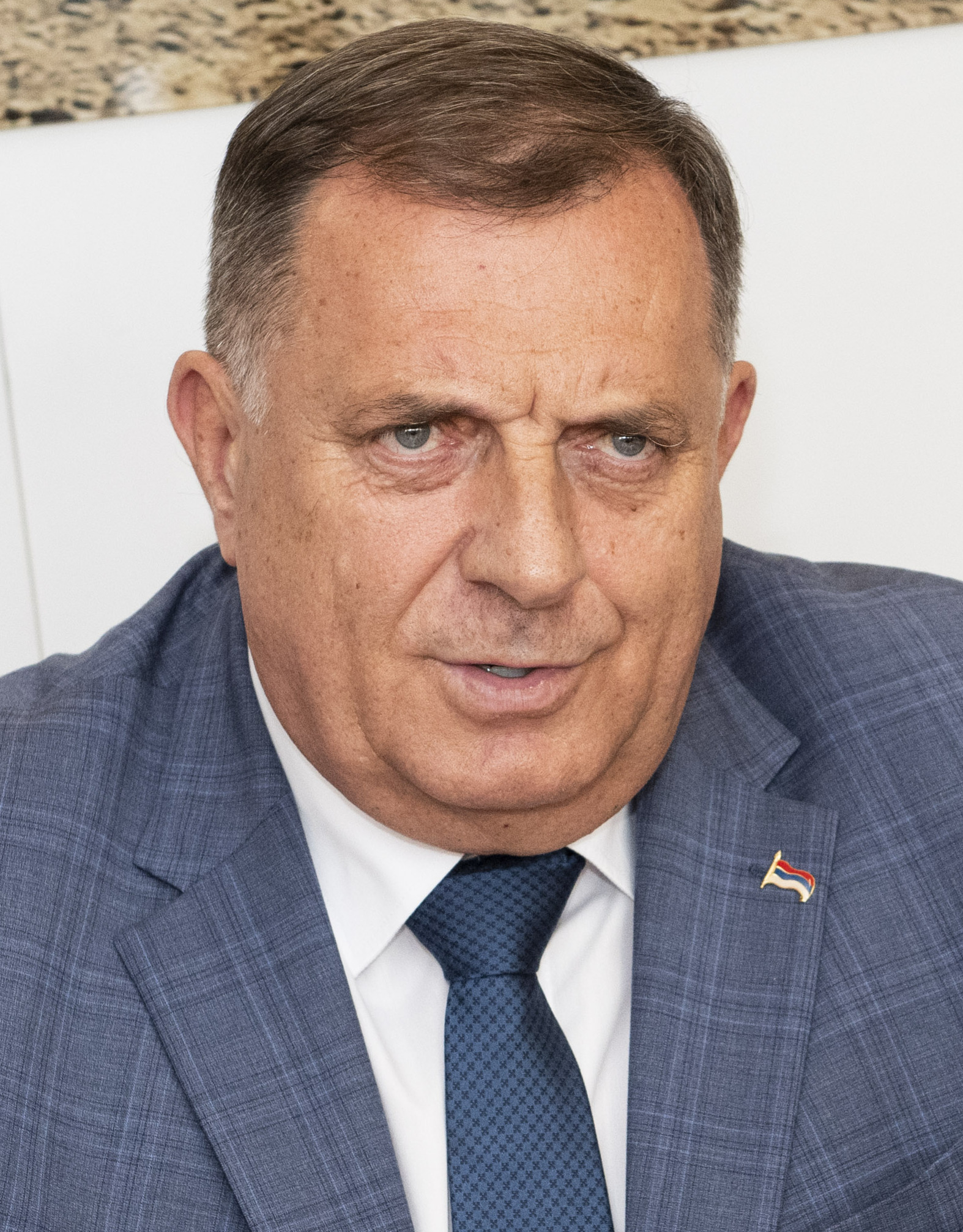
Президент Республіки Сербської Мілорад Додік.

Президент Республіки Сербська — найвища виборна посада Республіки Сербська, державного утворення в Боснії та Герцеговині. Це також одна з представницьких посад влади разом урядом Республіки Сербська. Президент Республіки Сербська обирається на термін в чотири роки та не більше, ніж на два терміни від різних етнічних націй (сербів, хорватів чи боснійців). Жоден з них не може бути представником від всіх націй одночасно. Резиденція президента знаходиться в місті Баня-Лука.
Першим президентом Республіки Сербської був Радован Караджич від Сербської Демократичної партії, обраний на посаду 7 квітня 1992 року і перебував офіційно на ній до 19 червня 1996. За часів його президентства в країні прокотилася Боснійська війна, за результатами якої Міжнародний трибунал звинуватив його у скоєнні військових злочинів та геноциді в Сребрениці та засуджений до 40 років ув’язнення.
15 листопада 2022 року обрано Президентом Республіка Сербська Мілорада Додіка, представника Союзу незалежних соціал-демократів, що в минулому був прем'єр-міністром республіки.

## Повноваження
Відповідно до Конституції Республіки Сербської, президент є представником та гарантом цілісності республіки. Президент має обмежені повноваження, оскільки державне утворення має парламентську форму правління. До повноважень глави входить :
1. Вносити кандидатуру прем’єр-міністра на розгляд до Національної Асамблеї;
2. Вносить кандидатури очільника та суддів до Конституційного суду, за поданням Верховного суду та прокурорів до Національної Асамблеї;
3. Вносить постанови до законів;
4. Надає помилування;
5. Вносить поправки та ухвали у відповідності до закону;
6. Виконує інші зобов’язання у відповідності до Конституції.

Якщо Національна Асамблея не в змозі зібрати сесію у разі надзвичайного стану, Президент, беручи до уваги рішення Уряду, оголошує про надзвичайний стан та вживає заходів з його усунення. Президент з власної ініціативи або за рішенням Уряду може декларувати акт від імені Національної Асамблеї за умов воєнного стану або у випадку військової загрози. В такому випадку акти мають бути затверджені Асамблеєю на її найближчій сесії.
Президент може просити Уряд у випадку необхідності висловити своє бачення тих чи інших питань, скликати сесію Уряду, або вносити від імені Уряду питання на порядок денний.